# Sportåret 1806

## Händelser

### Boxning

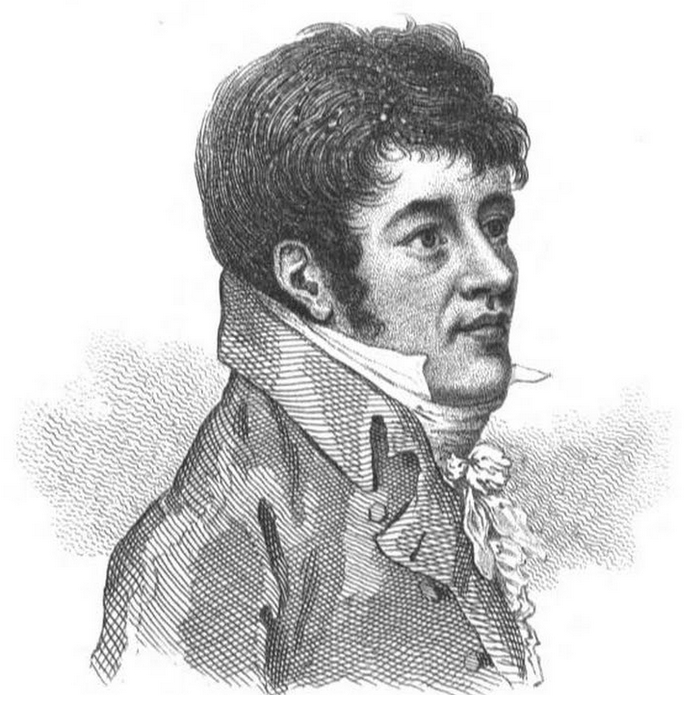
Hen Pearce.

- Hen Pearce behåller den engelska mästerskapstiteln i tungvikt, men inga matcher finns registrerade för honom under året.[1]

## Födda
- Okänt datum – Simon Byrne, irländsk boxare[2]